# Gett Off
Gett Off is een nummer van de Amerikaanse muzikant Prince uit 1991. Het is de eerste single van zijn dertiende studioalbum Diamonds and Pearls.
Het was het eerste nummer dat Prince uitbracht met zijn nieuwe begeleidingsband The New Power Generation. Het nummer haalde de 21e positie in de Amerikaanse Billboard Hot 100. Vooral in Europa was het nummer succesvol. In de Nederlandse Top 40 haalde het de 4e positie, en in de Vlaamse Radio 2 Top 30 de 13e.